# Gundur, Hangal
Gundur là một làng thuộc tehsil Hangal, huyện Haveri, bang Karnataka, Ấn Độ.